# Lasse Schöne
Lasse Schöne (Glostrup, 27 mei 1986) is een Deens voormalig profvoetballer die doorgaans als middenvelder speelde. Hij speelde voor sc Heerenveen, De Graafschap, N.E.C., Ajax en Genoa  Schöne speelde ruim 200 wedstrijden in het eerste elftal van Ajax en is de buitenlander met de meeste competitiewedstrijden in de geschiedenis van de Nederlandse Eredivisie. Hij debuteerde in 2009 in het Deens voetbalelftal.

## Clubcarrière

### sc Heerenveen
Schöne speelde bij Lyngby BK in zijn geboorteland en werd daar op 16-jarige leeftijd gescout door het Scandinavisch georiënteerde sc Heerenveen. Bij Heerenveen was er voor hem slechts een rol in het tweede elftal weggelegd en daardoor overwoog hij zelfs terug te keren naar Denemarken.

### De Graafschap
In 2006 ging hij zijn assistent-trainer Jan de Jonge achterna naar De Graafschap, waar hij op 11 augustus 2006 debuteerde in de met 0-1 verloren thuiswedstrijd tegen Go Ahead Eagles. Op 13 oktober scoorde hij tegen FC Dordrecht (1-3 winst) zijn eerste doelpunt in het profvoetbal. Een week later was hij tegen BV Veendam opnieuw trefzeker. Dat seizoen zou hij 36 wedstrijden spelen, waarin hij vijfmaal doel trof.
In het begin van zijn eerste seizoen bij de 'Superboeren' was hij nog vaak wisselspeler, maar in de loop van het seizoen groeide hij uit tot een spelbepalende speler in de ploeg. Vanaf speelronde 13 miste hij tot het einde zelfs geen minuut meer in de competitie. Na een slechte seizoensstart werd De Graafschap kampioen in de Eerste divisie en dwong daarmee promotie naar de Eredivisie af. 
Schöne ging met De Graafschap mee de Eredivisie in en was opnieuw een vaste waarde. Een 8-1 nederlaag tegen AFC Ajax was zijn onfortuinlijke Eredivisiedebuut. De week erop boekte hij tegen FC Groningen de eerste overwinning van het seizoen. Schöne leverde beide assists op goals van Donny de Groot en Berry Powel en zag De Graafschap met 2-0 winnen. Op 19 oktober scoorde hij zijn eerste Eredivisiegoal tegen Sparta Rotterdam. In deze 4-0 overwinning leverde hij bovendien een assist af. Hij speelde alle 34 Eredivisiewedstrijden en kwam daarin tot zeven goals en zes assists. De Graafschap moest daarna de play-offs in om degradatie te voorkomen. Hij was in de eerste ronde tegen Helmond Sport (3-2 winst) met een hattrick goed voor alle drie de goals. Door een 3-1 overwinning en een 0-0 tegen PEC Zwolle bleef De Graafschap nog een seizoen in de Eredivisie.

### N.E.C.

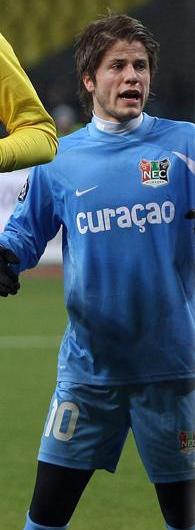
Schöne voor N.E.C.

Hij tekende in 2007 in Doetinchem bij tot en met het seizoen 2009/10. Desondanks speelde hij vanaf juli 2008 voor N.E.C. waar hij voor drie jaar een contract tekende. Hij maakte op 30 augustus 2008 uitgerekend tegen De Graafschap zijn debuut voor N.E.C. Op 18 september debuteerde hij in de voorrondes van de UEFA Cup tegen Dinamo Boekarest. Op 22 november was hij tegen NAC Breda voor het eerst trefzeker voor zijn nieuwe ploeg. Een week later was hij tegen FC Volendam (6-1 overwinning) met twee goals en een assist belangrijk. Op 3 december scoorde Schöne een belangrijke treffer in Moskou tegen Spartak Moskou, waardoor N.E.C. voor het eerst een groepswedstrijd won. Op 18 december won N.E.C. ook van Udinese, waardoor het overleefde in Europa. In zijn eerste seizoen speelde Schöne 45 wedstrijden voor N.E.C., waarin hij elf goals maakte en zes assists afleverde.
Op 12 augustus 2009 maakte Schöne als N.E.C.'er zijn debuut voor het eerste elftal van Denemarken. Op 11 september raakte Schöne tijdens een training van N.E.C. ernstig geblesseerd aan zijn knie, waardoor hij gedurende zes tot negen maanden niet zou kunnen spelen. Hij speelde daardoor maar vijf wedstrijden dat seizoen.
Schöne begon het seizoen 2010/11 sterk met drie goals en drie assists in de eerste zeven speelrondes, waaronder een goal en een assist in een 3-0 overwinning op Feyenoord. Hij eindigde met acht goals en tien assists in 35 wedstrijden. Hij maakte in het seizoen 2011/12 elf doelpunten in de competitie, waaronder vier penalty's voor N.E.C. Hij was daarmee clubtopscorer dat seizoen. In alle competities kwam hij tot veertien doelpunten en zes assists. In mei 2012 werd hij, net als in 2009, uitgeroepen tot Gelders voetballer van het jaar.
Zijn contract liep medio 2012 af. Schöne speelde in zijn eerste periode bij N.E.C. 125 wedstrijden voor N.E.C., waarin hij 33 keer scoorde en 23 assists gaf. Er waren diverse geïnteresseerde clubs, onder meer Ajax, Feyenoord en Schalke '04 toonden interesse voor de middenvelder.

### Ajax
Op 18 april 2012 tekende Schöne in Amsterdam een contract dat inging op 1 juli 2012 met een looptijd van drie seizoenen, tot en met 30 juni 2015. De aanvallende middenvelder kwam transfervrij over van N.E.C.. Hij werd daarmee de 21ste Deen in dienst van Ajax. Hij kwam bij Ajax in de wetenschap dat hij moest knokken voor een basisplaats. Maar met het vertrek van Theo Janssen zag het er al een stuk zonniger uit voor Schöne. Door de hevige concurrentie op de aanvallende posities werd Schöne een aantal maal ingezet als verdedigende middenvelder. Deze rol beviel hem goed, maar met het aantrekken van landgenoot Christian Poulsen was hij geen eerste keuze meer als controleur. Gedurende het seizoen acteerde Schöne ook regelmatig als rechtsbuiten, waardoor hij alsnog veel wedstrijden speelde. Schöne viel regelmatig op met doelpunten en assists. Daarnaast is hij een specialist in de vrije trap. Al in zijn eerste seizoen werd Schöne kampioen met Ajax.
Op 22 oktober 2013 scoorde Schöne zijn eerste Europese doelpunt voor Ajax in de UEFA Champions League wedstrijd op Celtic Park tegen Celtic FC. Schöne scoorde op 6 november 2013 het enige doelpunt in de thuiswedstrijd voor Ajax in de Champions League tegen Celtic. Dat doelpunt werd door de Ajacieden verkozen tot doelpunt van het seizoen. Op 16 februari 2014 scoorde Schöne een hattrick in Eredivisie thuiswedstrijd tegen sc Heerenveen die met 3-0 werd gewonnen. Na afloop van de laatste competitiewedstrijd thuis tegen N.E.C. in het seizoen, waarin Ajax voor de vierde maal op rij kampioen was geworden, werd Schöne uitgeroepen tot Ajacied van het jaar. Hij sloot het seizoen af als clubtopscorer met 14 doelpunten.
Schöne speelde op 9 november 2014 zijn honderdste officiële wedstrijd voor Ajax in de uitwedstrijd tegen SC Cambuur. Daarmee was hij de 152ste speler die deze mijlpaal bereikte voor de club.
In seizoen 2015/16, het laatste seizoen onder trainer Frank de Boer, was hij in de eredivisie even vaak invaller als basisspeler, en zat hij ook regelmatig op de bank. Zijn positie was meestal rechtsbuiten. Schöne was niet tevreden met zijn beperkte rol, maar besloot de plannen van de nieuwe coach af te wachten.
Na de komst van Peter Bosz raakte Schöne in het begin van seizoen 2016/17 zijn basisplaats bij Ajax kwijt, maar kort hierna won hij de concurrentiestrijd met Jaïro Riedewald en maakte hij zijn rentree in het elftal als controlerende middenvelder. Deze nieuwe positie werd op suggestie van Schöne zelf op 21 september 2016 uitgeprobeerd tegen Willem II. Vanaf dat moment zou dit zijn vaste positie zijn, terwijl hij in de jaren daarvoor op steeds wisselende posities in de aanval en het middenveld werd opgesteld. Tijdens dit seizoen speelde hij ook vele wedstrijden in de Europa League, waaronder de finale tegen Manchester United.
Tijdens seizoen 2017/18 maakte hij 10 goals in de eredivisie, maar speelde niet Europees, omdat Ajax zich niet voor Europese competities wist te kwalificeren.
In seizoen 2018/19 was hij nog steeds basisspeler in de Eredivisie en Champions League. Trainer Ten Hag speelde meestal met twee controlerende middenvelders: Schöne met naast hem Frenkie de Jong. Op 7 oktober 2018 speelde hij tegen AZ zijn 250-ste wedstrijd voor Ajax. In november 2018 verlengde Ajax zijn contract tot de zomer van 2020. Met Ajax behaalde hij de halve finales van de Champions League. Tijdens de wedstrijd van Ajax tegen Real Madrid op 5 maart 2019 in Madrid bepaalde Schöne de eindstand op 1-4 vanuit een vrije trap. Dit doelpunt werd door de Ajax-fans verkozen tot doelpunt van het jaar. In 2020 werd deze goal vervolgens ook verkozen tot doelpunt van het decennium door diezelfde fans. De uitschakeling van Ajax door Tottenham Hotspur in de halve finale van de Champions League werd door Schöne ervaren als de grootste teleurstelling in zijn voetbalcarrière. Schöne won voor het eerst de KNVB Beker en werd voor de derde keer landskampioen met Ajax.

#### Buitenlander met meeste duels voor Ajax
Op 27 februari 2019 speelde hij zijn 270e duel als Ajacied, daarmee verbrak hij het record van Søren Lerby als buitenlander met de meeste duels voor Ajax. In deze 270 wedstrijden wist hij 62 keer te scoren, waarvan 17 keer vanuit een vrije trap.
Buitenlander met meeste duels in de Eredivisie
Op 18 februari 2024 speelde Schöne zijn 434e duel in de eredivisie in de wedstrijd Ajax-N.E.C. Deze wedstrijd maakte hem de buitenlander met de meeste duels ooit in de Eredivisie. Het record stond op naam van Zuid-Afrikaan Hans Vonk, die tot 2010 als doelman 433 duels had gespeeld in de Eredivisie.

### Genoa
AFC Ajax bevestigde op 9 augustus 2019 dat hij een transfer maakte naar Genoa uit de Italiaanse Serie A. Hiermee verliet de Deen de Amsterdammers na 7 seizoenen. Volgens FOX Sports Italia bedraagt de transfersom €1,5 miljoen en is zijn salaris vastgesteld op €1,8 miljoen per jaar. In zijn tweede seizoen werd hij niet ingeschreven voor de competitie en daarom speelde hij geen wedstrijden. In de winter van 2021 liet Genoa daarom het contract van Schöne, die tot 27 Serie A duels kwam, ontbinden.

### sc Heerenveen
In februari 2021 tekende Schöne een halfjarig contract bij sc Heerenveen. Bij Heerenveen wilde hij zich weer in de kijker spelen voor het Deense nationale elftal, in voorbereiding na het EK 2020. Nadat hij niet werd opgenomen in de selectie van Denemarken, werd in overleg met Heerenveen besloten om zijn contract niet te verlengen. Hij kwam tot 14 wedstrijden voor de club, waarin hij één keer scoorde.

### N.E.C.
Op 7 juni 2021 werd bekend dat N.E.C. Schöne terughaalde naar Nijmegen. De ploeg was dat seizoen gepromoveerd naar de Eredivisie en legde Schöne voor twee seizoenen vast. Schöne vertelde twee dagen later tijdens zijn perspresentatie enthousiast te zijn geraakt om terug te keren bij N.E.C. omdat investeerder Marcel Boekhoorn grote plannen heeft om van de club een stabiele eredivisionist te maken. In zijn eerste seizoen terug bij N.E.C. miste hij slechts één wedstrijd door een schorsing, de derby tegen Vitesse. Bij afwezigheid van Edgar Barreto droeg hij 19 keer de aanvoerdersband. Uitgerekend op 23 januari 2022 tegen Feyenoord, de rivaal van zijn oude grote liefde Ajax, scoorde hij zijn eerste doelpunt van het seizoen. In totaal kwam hij tot twee goals en twee assists dat seizoen.
Het seizoen erop, nadat Barreto zijn voetbalcarrière had beëindigd, werd Schöne de eerste aanvoerder. Op 4 november 2022 speelde Schöne tegen SC Cambuur zijn vierhonderdste duel in de Eredivisie. Hij werd dat duel bovendien matchwinnaar door de enige treffer van de wedstrijd te maken. Op 14 december 2022 verlengde Schöne zijn contract met één jaar tot de zomer van 2024. Halverwege de eerste seizoenshelft van het seizoen 2023/24 werd Schöne steeds vaker op de bank gezet. Dirk Proper en Mees Hoedemakers kregen boven hem de voorkeur. Op 30 maart 2024 scoorde Schöne in een 3-1 overwinning op het nog ongeslagen PSV uit een strafschop zijn eerste goal van het seizoen. Op 21 april viel hij in tijdens de bekerfinale tegen Feyenoord, dat met 0-1 won. Op 17 mei maakte N.E.C. bekend dat Schöne zijn contract zou verlengen tot de zomer van 2025. 
In speelronde 32 van zijn laatste seizoen als professional won hij met N.E.C. in de Johan Cruijff ArenA tegen Ajax met 0-3. Ondanks de achterstand klapte het thuispubliek toen Schöne het veld betrad. Drie dagen later speelde hij zijn laatste Eredivisie-wedstrijd. Hij viel in tijdens de met 3-0 gewonnen thuiswedstrijd tegen NAC Breda en kreeg een kwartier later, in de laatste minuut, een publiekswissel van trainer Rogier Meijer.  

## Carrièrestatistieken
Beloften

| Seizoen | Club      | Competitie     | Competitie | Competitie |
| Seizoen | Club      | Competitie     | Wed.       | Dlp.       |
| ------- | --------- | -------------- | ---------- | ---------- |
| 2013/14 | Jong Ajax | Eerste divisie | 1          | 0          |
| Totaal  | Totaal    | Totaal         | 1          | 0          |

Senioren

| Seizoen        | Club           | Competitie     | Competitie | Competitie | Beker | Beker | Internationaal | Internationaal | Overig | Overig | Totaal | Totaal |
| Seizoen        | Club           | Competitie     | Wed.       | Dlp.       | Wed.  | Dlp.  | Wed.           | Dlp.           | Wed.   | Dlp.   | Wed.   | Dlp.   |
| -------------- | -------------- | -------------- | ---------- | ---------- | ----- | ----- | -------------- | -------------- | ------ | ------ | ------ | ------ |
| 2005/06        | sc Heerenveen  | Eredivisie     | —          | —          | —     | —     | —              | —              | —      | —      | 0      | 0      |
| Clubtotaal     | Clubtotaal     | Clubtotaal     | 0          | 0          | 0     | 0     | 0              | 0              | 0      | 0      | 0      | 0      |
| 2006/07        | De Graafschap  | Eerste divisie | 36         | 5          | 2     | 1     | —              | —              | —      | —      | 38     | 6      |
| 2007/08        | De Graafschap  | Eredivisie     | 34         | 7          | 2     | 3     | —              | —              | —      | —      | 36     | 10     |
| Clubtotaal     | Clubtotaal     | Clubtotaal     | 70         | 12         | 4     | 4     | 0              | 0              | 0      | 0      | 74     | 16     |
| 2008/09        | N.E.C.         | Eredivisie     | 34         | 6          | 4     | 4     | 7              | 1              | —      | —      | 45     | 11     |
| 2009/10        | N.E.C.         | Eredivisie     | 5          | 0          | —     | —     | —              | —              | —      | —      | 5      | 0      |
| 2010/11        | N.E.C.         | Eredivisie     | 34         | 7          | 1     | 1     | —              | —              | —      | —      | 35     | 8      |
| 2011/12        | N.E.C.         | Eredivisie     | 34         | 11         | 4     | 2     | —              | —              | 2      | 1      | 40     | 14     |
| Clubtotaal     | Clubtotaal     | Clubtotaal     | 107        | 24         | 9     | 7     | 7              | 1              | 2      | 1      | 125    | 33     |
| 2012/13        | Ajax           | Eredivisie     | 32         | 6          | 4     | 1     | 7              | 0              | 1      | 0      | 44     | 7      |
| 2013/14        | Ajax           | Eredivisie     | 29         | 9          | 5     | 3     | 6              | 2              | 1      | 0      | 41     | 14     |
| 2014/15        | Ajax           | Eredivisie     | 29         | 8          | —     | —     | 8              | 3              | 1      | 0      | 38     | 11     |
| 2015/16        | Ajax           | Eredivisie     | 24         | 4          | 2     | 0     | 7              | 1              | —      | —      | 33     | 5      |
| 2016/17        | Ajax           | Eredivisie     | 27         | 7          | 2     | 1     | 14             | 1              | —      | —      | 43     | 9      |
| 2017/18        | Ajax           | Eredivisie     | 30         | 10         | 2     | 0     | 4              | 1              | —      | —      | 36     | 11     |
| 2018/19        | Ajax           | Eredivisie     | 30         | 5          | 4     | 0     | 17             | 2              | —      | —      | 51     | 7      |
| 2019/20        | Ajax           | Eredivisie     | —          | —          | —     | —     | —              | —              | 1      | 0      | 1      | 0      |
| Clubtotaal     | Clubtotaal     | Clubtotaal     | 201        | 49         | 19    | 5     | 63             | 10             | 4      | 0      | 287    | 64     |
| 2019/20        | Genoa          | Serie A        | 25         | 1          | 2     | 1     | —              | —              | —      | —      | 27     | 2      |
| 2020/21        | Genoa          | Serie A        | 0          | 0          | 0     | 0     | —              | —              | —      | —      | 0      | 0      |
| Clubtotaal     | Clubtotaal     | Clubtotaal     | 25         | 1          | 2     | 1     | 0              | 0              | 0      | 0      | 27     | 2      |
| 2020/21        | SC Heerenveen  | Eredivisie     | 12         | 1          | 2     | 0     | —              | —              | —      | —      | 14     | 1      |
| Clubtotaal     | Clubtotaal     | Clubtotaal     | 12         | 1          | 2     | 0     | 0              | 0              | 0      | 0      | 14     | 1      |
| 2021/22        | N.E.C.         | Eredivisie     | 33         | 2          | 2     | 0     | —              | —              | —      | —      | 35     | 2      |
| 2022/23        | N.E.C.         | Eredivisie     | 32         | 1          | 2     | 0     | —              | —              | —      | —      | 34     | 1      |
| 2023/24        | N.E.C.         | Eredivisie     | 23         | 1          | 3     | 0     | —              | —              | 1      | 0      | 27     | 1      |
| 2024/25        | N.E.C.         | Eredivisie     | 17         | 0          | 2     | 0     | —              | —              | 0      | 0      | 19     | 0      |
| Clubtotaal     | Clubtotaal     | Clubtotaal     | 212        | 28         | 18    | 7     | 7              | 1              | 3      | 1      | 240    | 37     |
| Carrièretotaal | Carrièretotaal | Carrièretotaal | 520        | 91         | 45    | 17    | 70             | 11             | 7      | 1      | 642    | 120    |

Bijgewerkt t/m 18 mei 2025.

## Interlandcarrière

### Jeugdelftallen
Zijn debuut als jeugdinternational maakte hij voor het team van Denemarken voor spelers onder 16 jaar. Dit was in een vriendschappelijke wedstrijd tegen Duitsland onder 16 (4–1 winst). Schöne was na een half uur spelen verantwoordelijk voor de 1–1. Verder kwam Schöne nog uit voor het Deens voetbalelftal onder 17, onder 18 en onder 21. Op 27 maart 2007 maakte Schöne zijn debuut voor Jong Denemarken in een vriendschappelijke wedstrijd tegen Jong Griekenland. In zijn tweede wedstrijd voor Jong Denemarken, een kwalificatiewedstrijd voor het EK 2009 in Zweden, tegen Jong Litouwen maakte Schöne zijn eerste doelpunt voor Jong Denemarken. Hij opende in de negende minuut de score. Schöne wist zich met Jong Denemarken niet te kwalificeren voor datzelfde EK. In de play-offs waren de leeftijdsgenoten van Servië tweemaal met 1-0 te sterk.
| Jeugdinterlands van Lasse Schöne | Jeugdinterlands van Lasse Schöne | Jeugdinterlands van Lasse Schöne | Jeugdinterlands van Lasse Schöne | Jeugdinterlands van Lasse Schöne | Jeugdinterlands van Lasse Schöne |
| Team (№ interlands)              | Datum                            | Wedstrijd                        | Uitslag                          | Soort Wedstrijd                  | Doelpunten                       |
| -------------------------------- | -------------------------------- | -------------------------------- | -------------------------------- | -------------------------------- | -------------------------------- |
| Onder 16 (1.)                    | 22 augustus 2001                 | Duitsland – Denemarken           | 1 – 4                            | Vriendschappelijk                | 35'                              |
| Onder 16 (2.)                    | 23 augustus 2001                 | Duitsland – Denemarken           | 0 – 1                            | Vriendschappelijk                |                                  |
| Onder 16 (3.)                    | 12 december 2001                 | Nederland – Denemarken           | 2 – 0                            | Vriendschappelijk                |                                  |
| Als speler bij sc Heerenveen     |                                  |                                  |                                  |                                  |                                  |
| Onder 17 (1.)                    | 30 juli 2002                     | Denemarken – Finland             | 2 – 1                            | Inter Nordic Tournament          |                                  |
| Onder 17 (2.)                    | 31 juli 2002                     | Denemarken – IJsland             | 0 – 3                            | Inter Nordic Tournament          |                                  |
| Onder 17 (3.)                    | 2 augustus 2002                  | Denemarken – Slowakije           | 2 – 4                            | Inter Nordic Tournament          |                                  |
| Onder 17 (4.)                    | 3 augustus 2002                  | Denemarken – Faeröer             | 1 – 1 7 – 6 wns                  | Inter Nordic Tournament          |                                  |
| Onder 17 (5.)                    | 11 februari 2003                 | Portugal – Denemarken            | 3 – 3                            | Vriendschappelijk                |                                  |
| Onder 17 (6.)                    | 13 februari 2003                 | Portugal – Denemarken            | 2 – 2                            | Vriendschappelijk                |                                  |
| Onder 18 (1.)                    | 9 september 2003                 | Denemarken – Polen               | 0 – 0                            | Vriendschappelijk                |                                  |
| Onder 18 (2.)                    | 13 september 2003                | Denemarken – België              | 1 – 1                            | Vriendschappelijk                | 52'                              |
| Onder 18 (3.)                    | 15 maart 2004                    | Slowakije – Denemarken           | 0 – 1                            | Vriendschappelijk                |                                  |
| Onder 18 (4.)                    | 17 maart 2004                    | Slowakije – Denemarken           | 0 – 0                            | Vriendschappelijk                |                                  |
| Als speler bij De Graafschap     |                                  |                                  |                                  |                                  |                                  |
| Onder 21 (1.)                    | 27 maart 2007                    | Griekenland – Denemarken         | 2 – 1                            | Vriendschappelijk                |                                  |
| Onder 21 (2.)                    | 16 november 2007                 | Litouwen – Denemarken            | 0 – 3                            | Kwalificatie EK 2009             | 9'                               |
| Onder 21 (3.)                    | 20 november 2007                 | Denemarken – Slovenië            | 1 – 0                            | Kwalificatie EK 2009             |                                  |
| Onder 21 (4.)                    | 6 februari 2008                  | Nederland – Denemarken           | 2 – 1                            | Vriendschappelijk                |                                  |
| Onder 21 (5.)                    | 28 mei 2008                      | Duitsland – Denemarken           | 4 – 0                            | Vriendschappelijk                |                                  |
| Als speler bij N.E.C.            |                                  |                                  |                                  |                                  |                                  |
| Onder 21 (6.)                    | 20 augustus 2008                 | IJsland – Denemarken             | 0 – 2                            | Vriendschappelijk                |                                  |
| Onder 21 (7.)                    | 5 september 2008                 | Finland – Denemarken             | 2 – 1                            | Kwalificatie EK 2009             |                                  |
| Onder 21 (8.)                    | 11 oktober 2008                  | Denemarken – Servië              | 0 – 1                            | Kwalificatie EK 2009             |                                  |
| Onder 21 (9.)                    | 15 oktober 2008                  | Servië – Denemarken              | 1 – 0                            | Kwalificatie EK 2009             |                                  |

### Denemarken

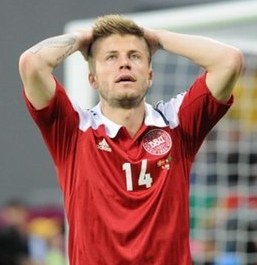
Schöne voor Denemarken tijdens het EK voetbal 2012.

Op 12 augustus 2009 maakte Schöne zijn debuut voor Denemarken in de vriendschappelijke wedstrijd tegen Chili, net als Kris Stadsgaard (Rosenborg BK). Schöne maakte als invaller zijn debuut nadat die was ingevallen voor Nicklas Bendtner in de 61ste minuut. Na twee minuten in het veld te hebben gestaan bracht hij de score op gelijke hoogte (1-1). De wedstrijd werd uiteindelijk wel verloren met 1-2. Het zou op een dag na een jaar duren vóór Schöne zijn tweede wedstrijd voor Denemarken zou spelen.
Schöne nam met Denemarken deel aan het EK voetbal 2012 in Polen en Oekraïne, waar de selectie van bondscoach Morten Olsen in de groepsfase werd uitgeschakeld. Op de verrassende 1-0-overwinning op Nederland volgden nederlagen tegen Portugal (2-3) en Duitsland (1-2), waardoor de Denen als derde eindigden in groep B.
Hij nam deel aan het WK van 2018 en speelde tijdens dit WK drie wedstrijden. Schöne werd in 2021 niet geselecteerd voor het Europees kampioenschap voetbal 2020 en beëindigde in augustus 2021 zijn interlandloopbaan.
| Interlands van Lasse Schöne voor Denemarken | Interlands van Lasse Schöne voor Denemarken | Interlands van Lasse Schöne voor Denemarken | Interlands van Lasse Schöne voor Denemarken | Interlands van Lasse Schöne voor Denemarken | Interlands van Lasse Schöne voor Denemarken |
| №                                           | Datum                                       | Wedstrijd                                   | Uitslag                                     | Soort Wedstrijd                             | Doelpunten                                  |
| Als speler bij N.E.C.                       | Als speler bij N.E.C.                       | Als speler bij N.E.C.                       | Als speler bij N.E.C.                       | Als speler bij N.E.C.                       | 2                                           |
| ------------------------------------------- | ------------------------------------------- | ------------------------------------------- | ------------------------------------------- | ------------------------------------------- | ------------------------------------------- |
| 1.                                          | 12 augustus 2009                            | Denemarken – Chili                          | 1 – 2                                       | Vriendschappelijk                           | 63'                                         |
| 2.                                          | 11 augustus 2010                            | Denemarken – Duitsland                      | 2 – 2                                       | Vriendschappelijk                           |                                             |
| 3.                                          | 29 maart 2011                               | Slowakije – Denemarken                      | 1 – 2                                       | Vriendschappelijk                           |                                             |
| 4.                                          | 4 juni 2011                                 | IJsland – Denemarken                        | 0 – 2                                       | Kwalificatie EK 2012                        | 60'                                         |
| 5.                                          | 10 augustus 2011                            | Schotland – Denemarken                      | 2 – 1                                       | Vriendschappelijk                           |                                             |
| 6.                                          | 6 september 2011                            | Denemarken – Noorwegen                      | 2 – 0                                       | Kwalificatie EK 2012                        |                                             |
| 7.                                          | 11 november 2011                            | Denemarken – Zweden                         | 2 – 0                                       | Vriendschappelijk                           |                                             |
| 8.                                          | 15 november 2011                            | Denemarken – Finland                        | 2 – 1                                       | Vriendschappelijk                           |                                             |
| 9.                                          | 29 februari 2012                            | Denemarken – Rusland                        | 0 – 2                                       | Vriendschappelijk                           |                                             |
| 10.                                         | 26 mei 2012                                 | Brazilië – Denemarken                       | 3 – 1                                       | Vriendschappelijk                           |                                             |
| 11.                                         | 9 juni 2012                                 | Denemarken – Nederland                      | 1 – 0                                       | EK groepsfase 2012                          |                                             |
| 12.                                         | 13 juni 2012                                | Denemarken – Portugal                       | 2 – 3                                       | EK groepsfase 2012                          |                                             |
| Als speler bij Ajax                         | Als speler bij Ajax                         | Als speler bij Ajax                         | Als speler bij Ajax                         | Als speler bij Ajax                         | 1                                           |
| 13.                                         | 15 augustus 2012                            | Denemarken – Slowakije                      | 1 – 3                                       | Vriendschappelijk                           |                                             |
| 14.                                         | 6 februari 2013                             | Macedonië – Denemarken                      | 3 – 0                                       | Vriendschappelijk                           |                                             |
| 15.                                         | 26 maart 2013                               | Denemarken – Bulgarije                      | 1 – 1                                       | Kwalificatie WK 2014                        |                                             |
| 16.                                         | 5 juni 2013                                 | Denemarken – Georgië                        | 2 – 1                                       | Vriendschappelijk                           |                                             |
| 17.                                         | 22 mei 2014                                 | Hongarije – Denemarken                      | 2 – 2                                       | Vriendschappelijk                           | 72'                                         |
| 18.                                         | 28 mei 2014                                 | Denemarken – Zweden                         | 1 – 0                                       | Vriendschappelijk                           |                                             |
| 19.                                         | 3 september 2014                            | Denemarken – Turkije                        | 1 – 2                                       | Vriendschappelijk                           |                                             |
| 20.                                         | 7 september 2014                            | Denemarken – Armenië                        | 2 – 1                                       | Kwalificatie EK 2016                        |                                             |
| 21.                                         | 25 maart 2015                               | Denemarken – Verenigde Staten               | 3 – 2                                       | Vriendschappelijk                           |                                             |
| 22.                                         | 29 maart 2015                               | Frankrijk – Denemarken                      | 2 – 0                                       | Vriendschappelijk                           |                                             |
| 23.                                         | 24 maart 2016                               | Denemarken – IJsland                        | 2 – 1                                       | Vriendschappelijk                           |                                             |
| 24.                                         | 29 maart 2016                               | Schotland – Denemarken                      | 1 – 0                                       | Vriendschappelijk                           |                                             |
| 25.                                         | 3 juni 2016                                 | Bosnië en Herzegovina – Denemarken          | 2 – 2                                       | Vriendschappelijk                           |                                             |
| 26.                                         | 7 juni 2016                                 | Bulgarije – Denemarken                      | 0 – 4                                       | Vriendschappelijk                           |                                             |
| 27.                                         | 15 november 2016                            | Tsjechië – Denemarken                       | 1 – 1                                       | Vriendschappelijk                           |                                             |
| 28.                                         | 26 maart 2017                               | Denemarken – Roemenië                       | 0 – 0                                       | Kwalificatie WK 2018                        |                                             |
| 29.                                         | 6 juni 2017                                 | Denemarken – Duitsland                      | 1 – 1                                       | Vriendschappelijk                           |                                             |
| 30.                                         | 10 juni 2017                                | Kazachstan – Denemarken                     | 1 – 3                                       | Kwalificatie WK 2018                        |                                             |
| 31.                                         | 4 september 2017                            | Armenië – Denemarken                        | 1 – 4                                       | Kwalificatie WK 2018                        |                                             |
| 32.                                         | 8 oktober 2017                              | Denemarken – Roemenië                       | 1 – 1                                       | Kwalificatie WK 2018                        |                                             |
| 33.                                         | 22 maart 2018                               | Denemarken – Panama                         | 1 – 0                                       | Vriendschappelijk                           |                                             |
| 34.                                         | 27 maart 2018                               | Denemarken – Chili                          | 0 – 0                                       | Vriendschappelijk                           |                                             |
| 35.                                         | 2 juni 2018                                 | Denemarken – Zweden                         | 0 – 0                                       | Vriendschappelijk                           |                                             |
| 36.                                         | 9 juni 2018                                 | Denemarken – Mexico                         | 2 – 0                                       | Vriendschappelijk                           |                                             |
| 37.                                         | 16 juni 2018                                | Peru – Denemarken                           | 0 – 1                                       | Groepsfase WK 2018                          |                                             |
| 38.                                         | 21 juni 2018                                | Australië – Denemarken                      | 1 – 1                                       | Groepsfase WK 2018                          |                                             |
| 39.                                         | 26 juni 2018                                | Frankrijk – Denemarken                      | 0 – 0                                       | Groepsfase WK 2018                          |                                             |
| 40.                                         | 1 juli 2018                                 | Kroatië – Denemarken                        | 4 – 3 n.s.                                  | Achtste finale WK 2018                      |                                             |
| 41.                                         | 9 september 2018                            | Denemarken – Wales                          | 2 – 0                                       | UEFA Nations League B Groep 4               |                                             |
| 42.                                         | 13 oktober 2018                             | Ierland – Denemarken                        | 0 – 0                                       | UEFA Nations League B Groep 4               |                                             |
| 43.                                         | 16 november 2018                            | Wales – Denemarken                          | 1 – 2                                       | UEFA Nations League B Groep 4               |                                             |
| 44.                                         | 19 november 2018                            | Denemarken – Ierland                        | 0 – 0                                       | UEFA Nations League B Groep 4               |                                             |
| 45.                                         | 21 maart 2019                               | Kosovo – Denemarken                         | 2 – 2                                       | Vriendschappelijk                           |                                             |
| 46.                                         | 26 maart 2019                               | Zwitserland – Denemarken                    | 3 – 3                                       | Kwalificatie EK 2020 Groep D                |                                             |
| 47.                                         | 7 juni 2019                                 | Denemarken – Ierland                        | 1 – 1                                       | Kwalificatie EK 2020 Groep D                |                                             |
| 48.                                         | 10 juni 2019                                | Denemarken – Georgië                        | 5 – 1                                       | Kwalificatie EK 2020 Groep D                |                                             |
| 49.                                         | 5 september 2019                            | Gibraltar – Denemarken                      | 0 – 6                                       | Kwalificatie EK 2020 Groep D                |                                             |
| 50.                                         | 8 september 2019                            | Georgië – Denemarken                        | 0 – 0                                       | Kwalificatie EK 2020 Groep D                |                                             |
| 51.                                         | 12 oktober 2019                             | Denemarken – Zwitserland                    | 1 – 0                                       | Kwalificatie EK 2020 Groep D                |                                             |
| 52.                                         | 15 oktober 2019                             | Denemarken – Luxemburg                      | 4 – 0                                       | Vriendschappelijk                           |                                             |
| 53.                                         | 15 november 2019                            | Denemarken – Gibraltar                      | 6 – 0                                       | Kwalificatie EK 2020 Groep D                |                                             |
| 54.                                         | 18 november 2019                            | Ierland – Denemarken                        | 1 – 1                                       | Kwalificatie EK 2020 Groep D                |                                             |

Bijgewerkt t/m 30 juni 2020.

## Erelijst
Als speler

| Competitie           |               |                           |               |               |
| Competitie           | Aantal        | Jaren                     |               |               |
| De Graafschap        | De Graafschap | De Graafschap             | De Graafschap | De Graafschap |
| -------------------- | ------------- | ------------------------- | ------------- | ------------- |
| Eerste divisie       | 1x            | 2006/07                   |               |               |
| Ajax                 |               |                           |               |               |
| Eredivisie           | 3x            | 2012/13, 2013/14, 2018/19 |               |               |
| Johan Cruijff Schaal | 2x            | 2013, 2019                |               |               |
| KNVB Beker           | 1x            | 2018/19                   |               |               |

Persoonlijk
| Prijs                           | Aantal   | Jaren                |
| ------------------------------- | -------- | -------------------- |
| Nederland                       |          |                      |
| Gelders voetballer van het jaar | 2x       | 2009, 2012           |
| Ajax Speler van het jaar        | 1x       | 2014                 |
| Ajax club van honderd lid       | 287 wed. | 2012–2019            |
| N.E.C. club van honderd lid     | 239 wed. | 2008–2012, 2022–2025 |

## Trivia
- Op 19 september 2019, in het seizoen na de transfer naar Genoa CFC, vernoemde Ajax als eerbetoon de prijs voor het doelpunt van de maand naar Schöne. De winnaar van deze prijs ontvangt vanaf dit seizoen de "Lasse Schöne Trophy".[21]